# Miliardo

Rappresentazione delle potenze del 10 da 1 a 1 miliardo

Il miliardo (1 000 000 000, o 109) è il numero naturale dopo il 999 999 999 e prima del 1 000 000 001; nel Sistema Internazionale il prefisso per il miliardo è giga. Corrisponde a 1000 milioni.
La parola miliardo (miliart) è stata coniata nel XVI secolo dal matematico francese Guglielmo Budeo, ed equivale a dieci miriadi di miriadi (10.000).
Nella maggior parte delle lingue romanze che adottano la scala lunga una parola simile a miliardo indica una quantità di 109. Nei Paesi di lingua inglese che adottano la scala corta, e in special modo negli Stati Uniti, l'equivalente milliard è caduto in disuso e si usa al suo posto l'espressione billion. Ciò può generare una particolare confusione, perché l'italiano bilione indica una quantità mille volte più grande, cioè 1012, ed occorre fare attenzione nel tradurre da una lingua all'altra.